# Todi
Todi je historické město ve střední Itálii, v regionu Umbrie, asi 35 km jižně od Perugie a asi 25 km VSV od Orvieta. Město leží na výrazném návrší nad levým břehem řeky Tibery.

## Administrativní uspořádání
Město sestává ze dvou desítek připojených obcí, čtvrtí a usedlostí. Jsou to: Asproli, Cacciano, Camerata, Canonica, Casemasce, Cecanibbi, Chioano, Collevalenza, Cordigliano, Duesanti, Ficareto, Fiore, Frontignano, Ilci, Izzalini, Loreto, Lorgnano, Montemolino, Montenero, Monticello, Pantalla, Pesciano, Petroro, Pian di Porto, Pian di San Martino, Pontecuti, Pontenaia, Ponterio, Ponterio Stazione, Porchiano, Quadro, Ripaioli, Romazzano, Rosceto, San Damiano, Spagliagrano, Torrececcona, Torregentile a Vasciano.

## Historie
Podle staré legendy měl Todi založit sám Héraklés pod názvem Eklia poté, co zde zabil obra Kákose. 
Historické město založili italičtí Umbrové v 8.–7. století př. n. l. a nazvali je Tutere, tj. „hranice“. Ve 4. století př. n. l. pod vlivem Etrusků své sídlo opevnili. Roku 217 př. n. l. je dobyli Římané, kteří je po svém veliteli nazvali Colonia Iulia Fida Tuder. Město prý mělo dvojité hradby a nedobyl je ani Hannibal. Počátkem 2. století sem misionář svatý Terentian († 118) přinesl křesťanství. Zdejší první biskup svatý Fortunát († 539) je uctíván jako patron města, které hrdinsky bránil proti Langobardům. 
Velký rozkvět města nastal od 11. století. Roku 1244 si město vybudovalo nové hradby a roku 1290 mělo kolem 40 tisíc obyvatel. Roku 1236 se zde narodil františkánský básník Jacopone da Todi, autor hymnu Stabat mater. Roku 1367 město ztratilo svoji nezávislost a pomalu i význam. Roku 1464 zde zemřel teolog a filosof Mikuláš Kusánský. Roku 1849 se sem uchýlil Giuseppe Garibaldi po nezdařeném povstání v Římě.
Roku 1990 si americký profesor architektury R. N. Levine vybral Todi jako model „udržitelného města“ budoucnosti. Todi je členem sdružení měst „Cittaslow“, která podporují omezení spěchu a obnovu života v malých městech.

## Pamětihodnosti
Město je obklopeno trojí, téměř úplně zachovanou hradbou – středověkou, římskou a etruskou. Většina památek je soustředěna kolem náměstí Piazza del Popolo.
- Dóm Nanebevzetí Panny Marie (Duomo dell'Annunziata) stojí na místě římského chrámu, snad Apollónova, jehož zdivo bylo využito pro kryptu. Trojlodní románsko-gotická stavba vznikla v letech 1200-1350 a patří k významným italským chrámům tohoto období, druhá věž nedostavěna, růžice v průčelí doplněna roku 1513. Nad hlavním oltářem visí malovaný krucifix umbrijské školy z poloviny 13. století. Renesanční fresku Posledního soudu namaloval Ferraù da Faenza zvaný Faetone roku 1599 v Michelangelově stylu; v kryptě je dómské muzeum. Chrám je od roku 1986 sídlem spojené římskokatolické diecéze Orvieto-Todi.
- Poutní kostel Útěchy Panny Marie (Santa Maria della Consolazione) z let 1508-1605 na úpatí za hradbami, vrcholně renesanční, připisovaný Donatu Bramantemu. Centrální stavba na půdorysu čtyřlistu s mohutnou střední kupolí připomíná původní návrhy kostela svatého Petra v Římě; na hlavním oltáři kukátkový rám se sochami dvou andělů, v něm gotická freska Panny Marie s Ježíškem a andělem na zdi dochované ze starší stavby; dřevěná socha papeže Martina I. lakovaná na bronz, pozoruhodné varhany
- Palazzo Vescovile, biskupský palác přiléhající k dómu, dal roku 1593 postavit kardinál Angelo Cessi. Sál v prvním patře vymaloval Faetone, další prostory mají rovněž renesanční fresky.
- Palazzo dei Priori, radnice z let 1334–1347, věž dostavěna roku 1385, fasáda renesanční z roku 1513. Bronzový orel na fasádě je městský znak (z roku 1347).
- Pallazzo del Capitano gotický palác, postavený do roku 1293, v prvním patře je městské muzeum (Museo civico) a v horním patře je obrazárna (Museo Pinacoteca).

- Kostel San Fortunato františkánský chrám, postavený roku 1292 na místě staršího kostela a zasvěcený patronovi města, jehož svátek se slaví 14. října. Renesanční freska madony s Ježíškem z roku 1432 se dochovala zčásti.
- Klášter Monastero delle Lucrezie byl založen ve 14. století, s barokním kostelem sv. Jana Křtitele; jeho terasa poskytuje krásný pohled na město.

## Sport
- Sportovní dění řídí ASD Todi (Associazione Sportiva Dilettantistica Todi Calcio), jejíž fotbalový klub hraje vitalské čtvrté lize (Gruppo D).
- Tenisová asociace zde pořádá každoročně mezinárodní letní turnaje tenisu mužů i žen.

## Osobnosti spojené s městem
- Jacopone da Todi (1236–1306) - františkán, právník a básník
- Mikuláš Kusánský († 1464) - teolog a filosof, zde zemřel
- Ennio Antonelli (* 1936) - kardinál, florentský a perudžinský arcibiskup, diplomat

## Fotogalerie

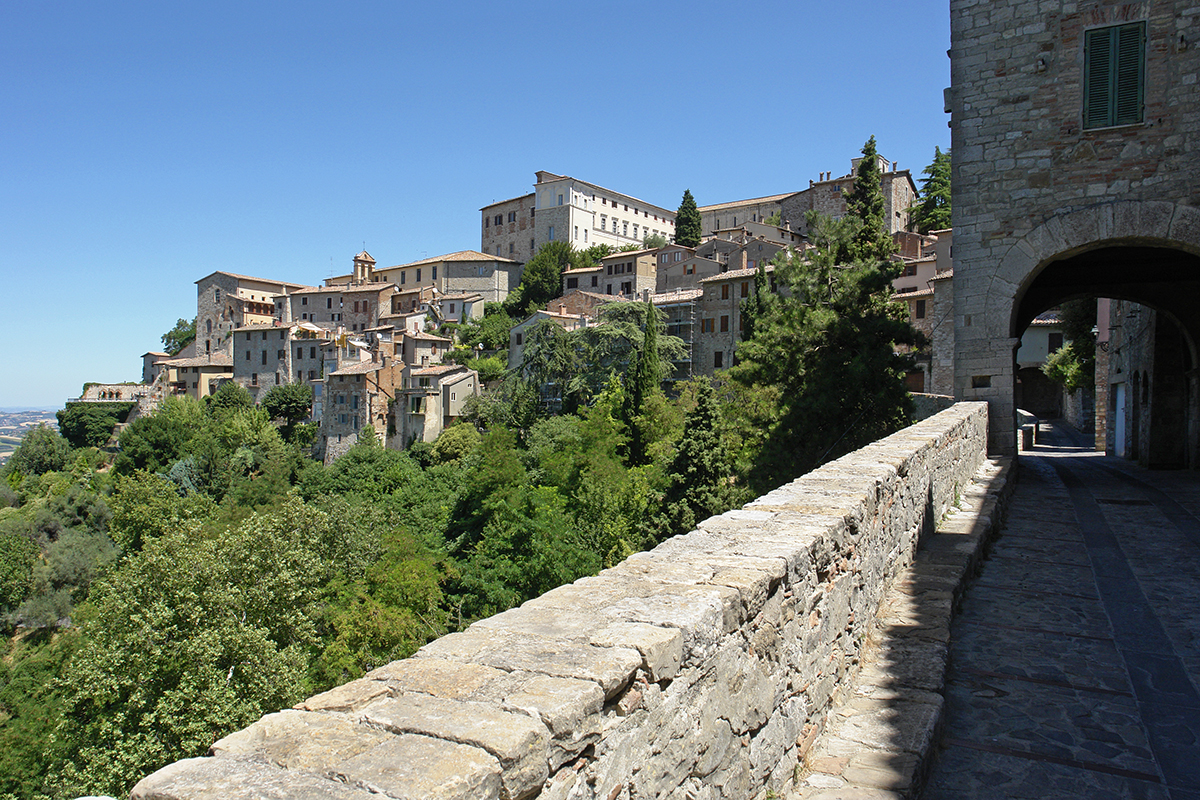
Pohled na město
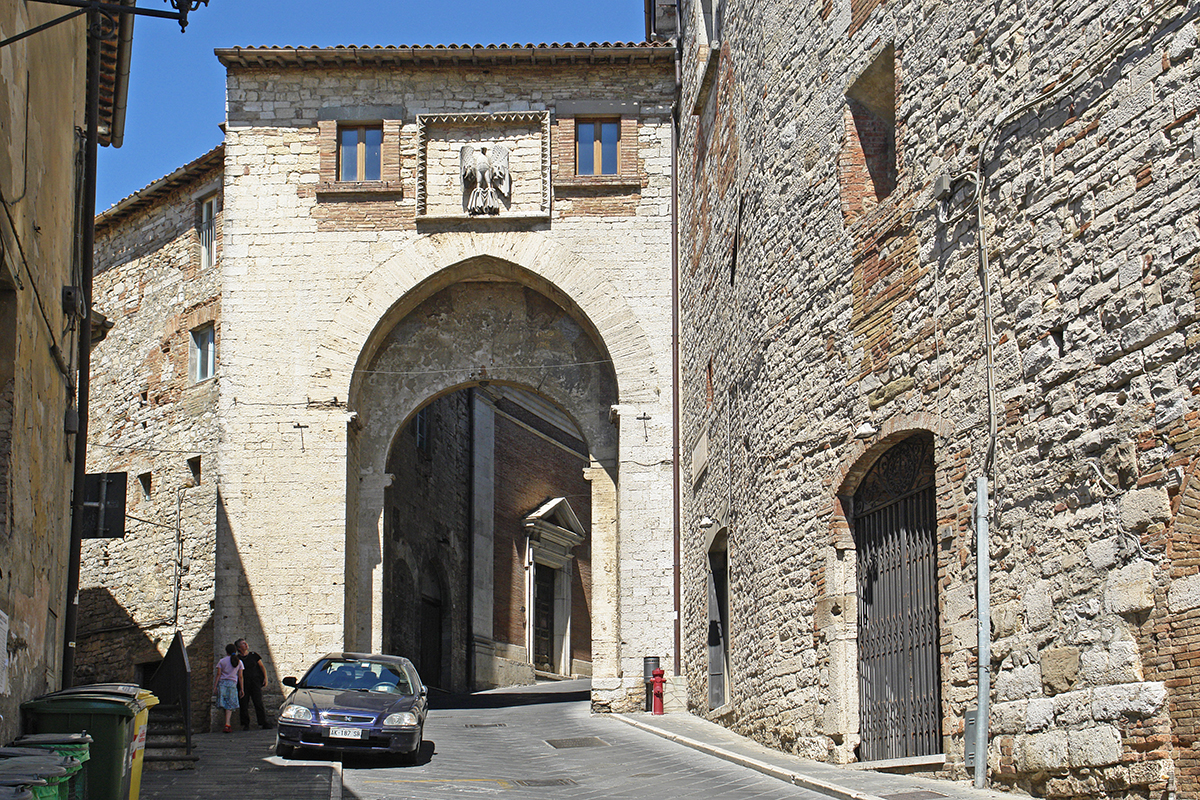
Městská brána
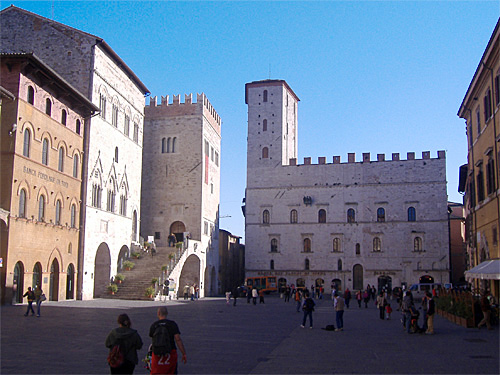
Piazza del Popolo s radnicí
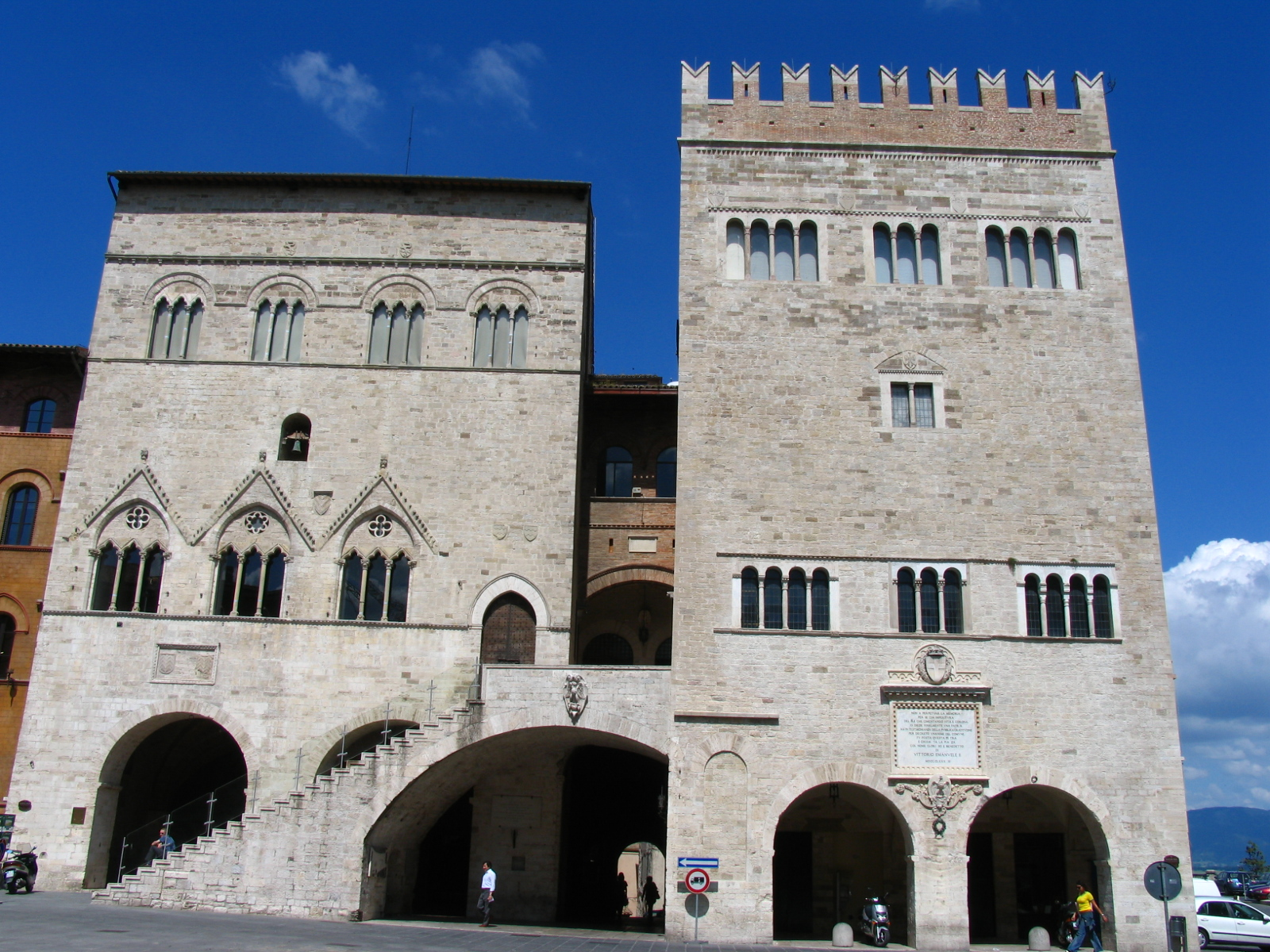
Palazzo del Capitano a del Popolo
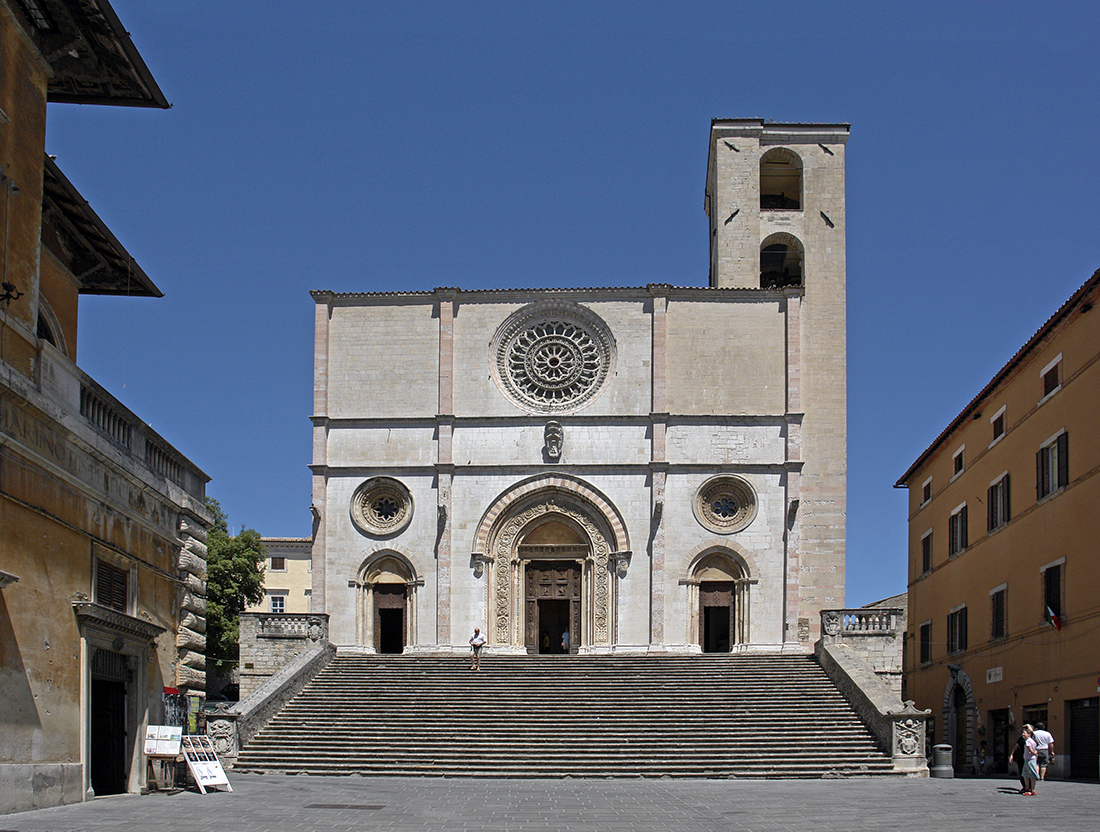
Západní průčelí dómu
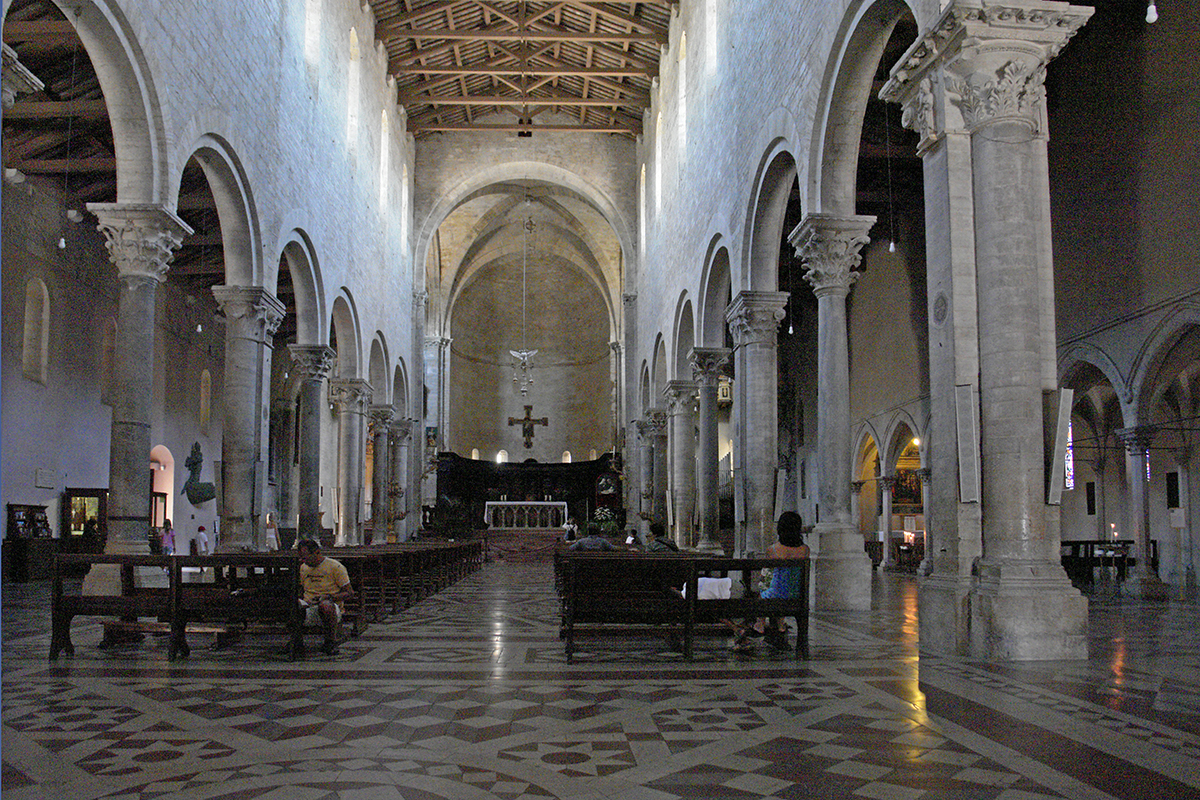
Hlavní loď dómu
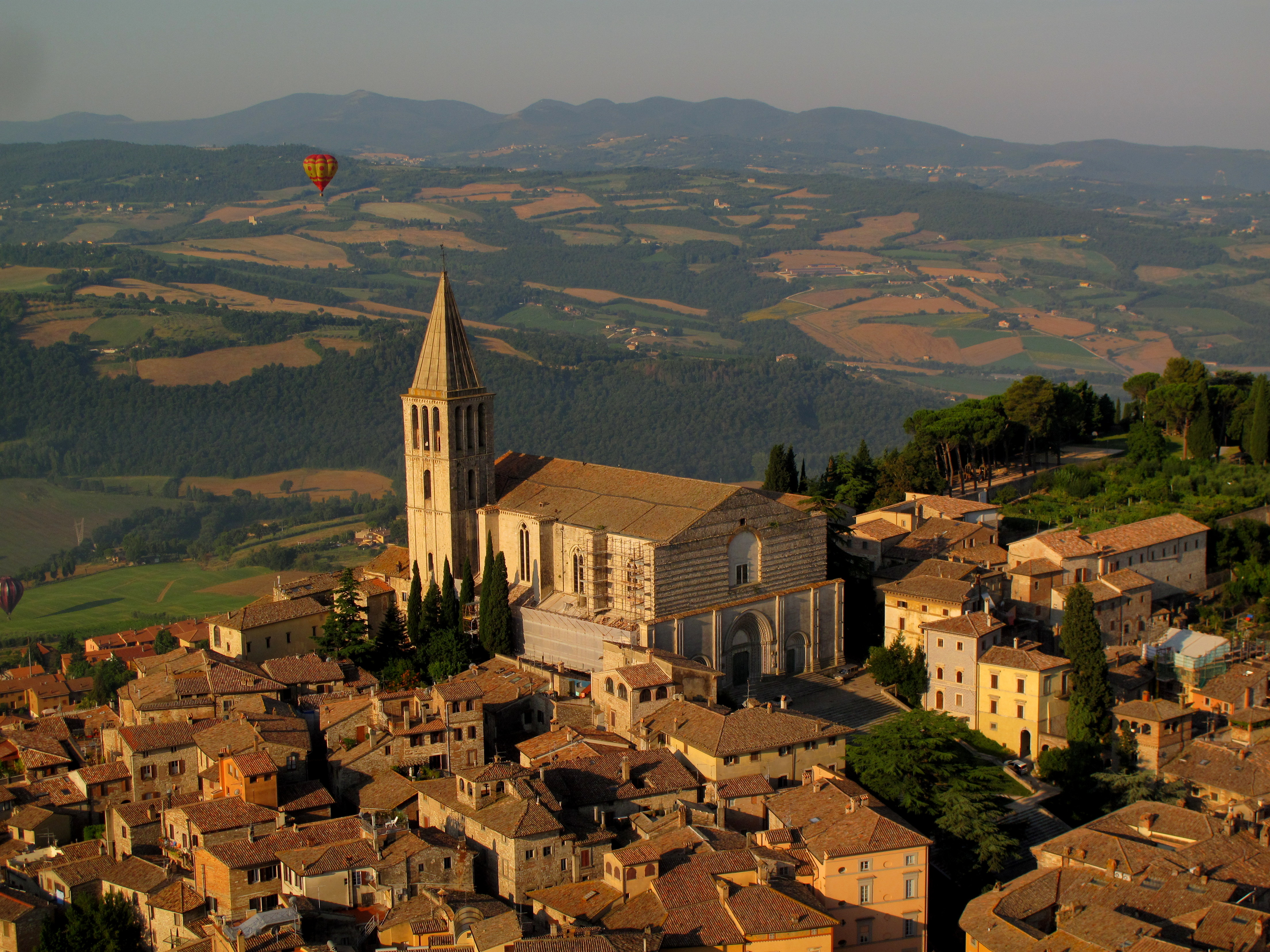
Kostel sv. Fortunáta
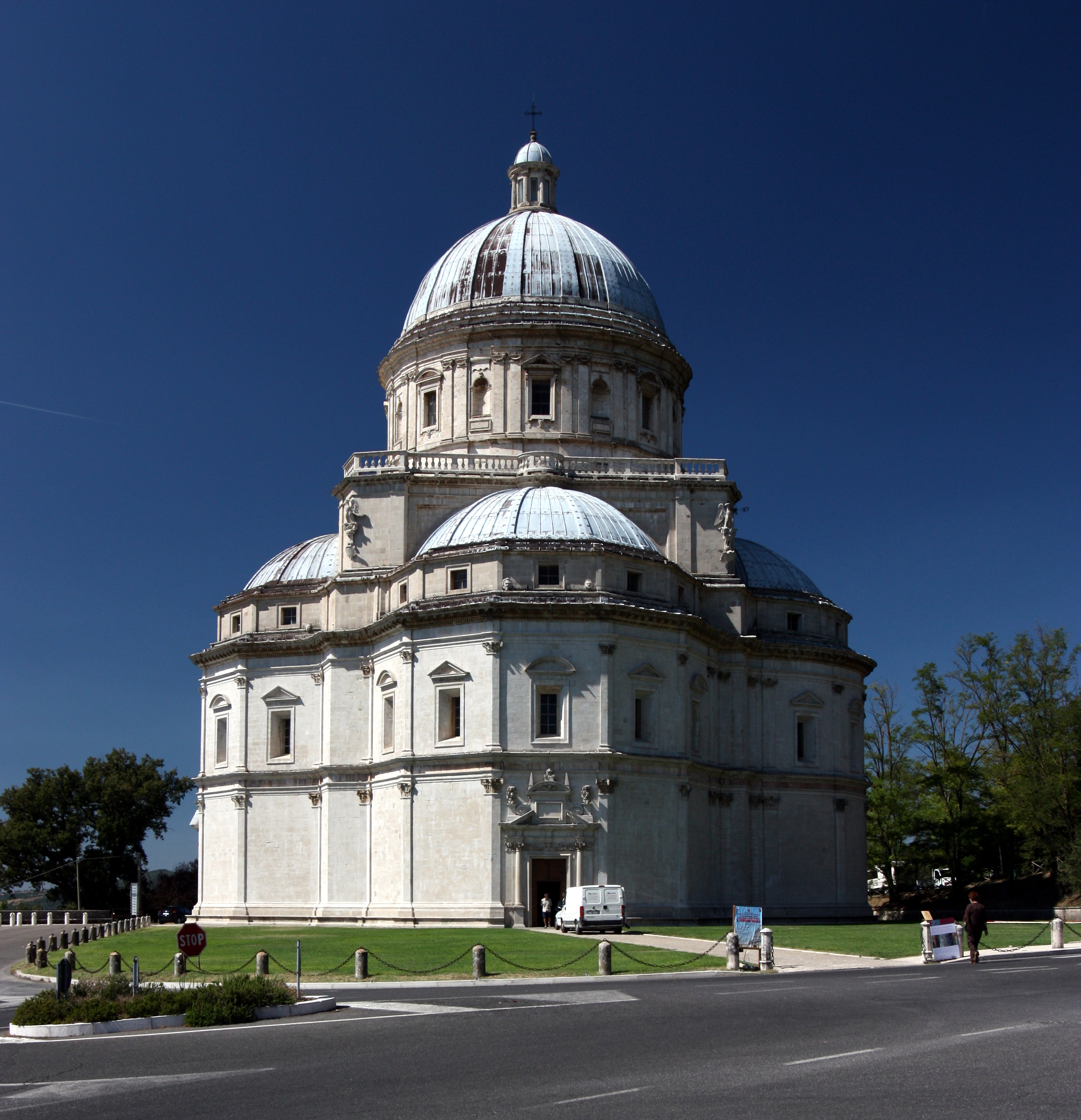
Santa Maria della Consolazione
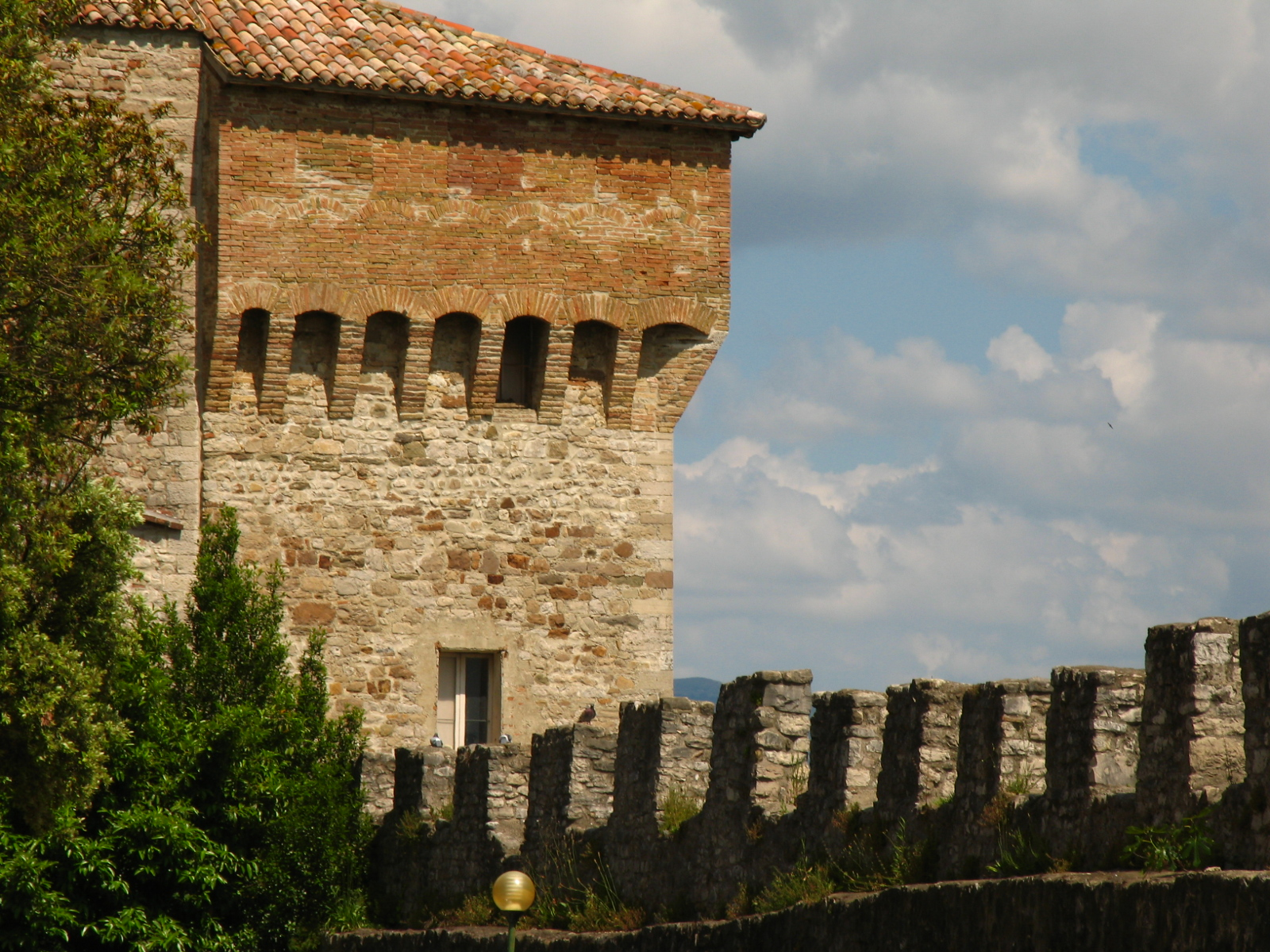
Hradební věž